# László Sárosi
László Sárosi (Budapest, 27 de febrer de 1932 - Budapest, 2 d'abril de 2016) va ser un entrenador i futbolista hongarès que jugava en la demarcació de lateral. Va jugar un total de 316 partits amb el Vasas SC hongarès entre 1949 i 1966 on no arribà a marcar cap gol.

## Internacional
Va jugar un total de 46 partits amb la selecció de futbol d'Hongria. Va debutar el 29 de febrer de 1956 en un partit amistós contra el Líban que va finalitzar amb un resultat d'1-4 a favor del combinat hongarès. Amb la selecció va arribar a disputar la Copa Mundial de Futbol de 1958, la Copa Mundial de Futbol de 1962 i l'Eurocopa de 1964, quedant en la fase de grups, quarts de final i tercer lloc respectivament. El seu últim partit amb la selecció ho va jugar el 5 de maig de 1965 en una trobada amistosa contra Anglaterra.

### Participacions en copes del món
| Mundial                        | Seu    | Resultat        | Partits | Gols |
| ------------------------------ | ------ | --------------- | ------- | ---- |
| Copa del Món de Futbol de 1958 | Suècia | Fase de grups   | 4       | 0    |
| Copa Mundial de Futbol de 1962 | Xile   | Quarts de final | 4       | 0    |

### Participacions a Eurocopes
| Mundial       | Seu     | Resultat    | Partits | Gols |
| ------------- | ------- | ----------- | ------- | ---- |
| Eurocopa 1964 | Espanya | Tercer lloc | 1       | 0    |

## Com a entrenador
| Club                 | País | Any         |
| -------------------- | ---- | ----------- |
| Debreceni VSC        |      | 1968        |
| Szombathelyi Haladás |      | 1974 - 1979 |
| Rákospalotai EAC     |      | 1979 - 1981 |
| MTK Budapest         |      | 1982 - 1983 |
| Ferencváros TC       |      | 1985        |
| Al Nasr SC           |      | 1985 - 1986 |
| Szegedi EAC          |      | 1986 - 1987 |
| Rákospalotai EAC     |      | 1987 - 1988 |
| Szombathelyi Haladás |      | 1990 - 1991 |
| BKV Előre SC         |      | 1994 - 1995 |